# Bishopalea erecta
Bishopalea erecta là một loài thực vật có hoa trong họ Cúc. Loài này được H.Rob. mô tả khoa học đầu tiên năm 1981.